# Швеция на летних Олимпийских играх 1956
Швеция принимала участие в XVI Летних Олимпийских играх, проходивших в Мельбурне, Австралия и в Стокгольме, Швеция (конный спорт), где завоевала 19 медалей, из которых 8 золотые, 5 серебряные и 6 бронзовые. Сборную страны представляли 88 спортсменов (74 мужчины, 14 женщин), выступавших в 14 видах спорта.

## Медалисты
| Медаль  | Спортсмен                                                                              | Вид спорта                  | Дисциплина                                   |
| ------- | -------------------------------------------------------------------------------------- | --------------------------- | -------------------------------------------- |
| Золото  | Герт Фредрикссон                                                                       | Гребля на байдарках и каноэ | К-1 1000 м, мужчины                          |
| Золото  | Герт Фредрикссон                                                                       | Гребля на байдарках и каноэ | К-1 10000 м, мужчины                         |
| Золото  | Петрус Кастенман                                                                       | Конный спорт                | Конное троеборье (индивидуальное)            |
| Золото  | Генри Сент-Сюр                                                                         | Конный спорт                | Выездка (индивидуальная)                     |
| Золото  | Адольф Болтенштерн мл. Генель Перссон Генри Сент-Сюр                                   | Конный спорт                | Выездка (командная)                          |
| Золото  | Ларс Халл                                                                              | Современное пятиборье       | Личное первенство, мужчины                   |
| Золото  | Яльмар Карлссон Стуре Сторк Ларс Терн                                                  | Парусный спорт              | 5,5-метровый R-класс, мужчины                |
| Золото  | Лейф Викстрём Фольке Булин Бенгт Пальмквист                                            | Парусный спорт              | Дракон, мужчины                              |
| Серебро | Карин Линдберг Анн-Софи Петтерссон Ева Рёнстрём Эви Берггрен Дорис Гедберг Мауд Карлен | Спортивная гимнастика       | Командные соревнования, женщины              |
| Серебро | Эверт Гуннарссон Олле Ларссон Ивар Аронссон Йоста Ерикссон Бертиль Йоранссон           | Академическая гребля        | Четвёрки распашные с рулевым, мужчины        |
| Серебро | Олоф Скёльдберг                                                                        | Стрельба                    | Стрельба по движущейся мишени, 100 м         |
| Серебро | Едвин Вестербю                                                                         | Борьба                      | Греко-римская борьба до 57 кг                |
| Серебро | Виллиам Торессон                                                                       | Спортивная гимнастика       | Вольные упражнения, мужчины                  |
| Бронза  | Йон Юнгрен                                                                             | Лёгкая атлетика             | Ходьба на 50 км, мужчины                     |
| Бронза  | Анн-Софи Петтерссон                                                                    | Спортивная гимнастика       | Опорный прыжок, женщины                      |
| Бронза  | Йон Сундберг                                                                           | Стрельба                    | Малокалиберная винтовка с трёх позиций, 50 м |
| Бронза  | Пер Берлин                                                                             | Борьба                      | Греко-римская борьба до 73 кг                |
| Бронза  | Руне Янссон                                                                            | Борьба                      | Греко-римская борьба до 79 кг                |
| Бронза  | Карл-Ерик Нильссон                                                                     | Борьба                      | Греко-римская борьба до 87 кг                |